# Czekarzewice Pierwsze
Czekarzewice Pierwsze – wieś w Polsce, położona w województwie świętokrzyskim, w powiecie opatowskim, w gminie Tarłów. Leży nad rzeką Kamienną.
W latach 1954–1968 wieś należała i była siedzibą władz gromady Czekarzewice, po jej zniesieniu w gromadzie Tarłów. W latach 1975–1998 miejscowość administracyjnie należała do województwa tarnobrzeskiego.
Wieś położona jest na przecięciu drogi krajowej nr 79 pomiędzy miejscowościami Lipsko i Tarłów oraz drogi wojewódzkiej 754 prowadzącej od Ostrowca Świętokrzyskiego do miejscowości Solec nad Wisłą.
Wieś jest siedzibą rzymskokatolickiej parafii Najświętszego Serca Jezusowego w Czekarzewicach.

## Części wsi
| SIMC    | Nazwa               | Rodzaj     |
| ------- | ------------------- | ---------- |
| 0808216 | Grobla              | część wsi  |
| 0808222 | Kolonia             | część wsi  |
| 0808239 | Kolonia Kostusin    | część wsi  |
| 0808245 | Podgórze            | część wsi  |
| 0808251 | Ścięgna             | część wsi  |
| 0808268 | Wielki Dół          | część wsi  |
| 0808274 | Zemborzyn Kościelny | przysiółek |

## Historia wsi
Wiek XIV i fundatorzy wsi
Jest to dawna siedziba jednej gałęzi Toporczyków, którzy przybrali nazwisko Tarłów i pisali się ze Szczekarzowic.
Król Władysław nadaje 1420 r. niejakiemu Zaklice ze Szczekarzowic obszary leśne i pustkowia w ziemi sandomirskiej, powiecie radomskim, położone nad rzeczkami „Sworzina, Cimna struga et Camyonca”, dla zakładania tam wsi na. prawie niemieckiem (Kod. dypl. pol., III, 380).

Według Paprockiego siedzą oni w Szczekarzowicach już w XIV w. Długosz nie opisuje tej wsi. Zapewne należała pierwotnie do parafii w sąsiednim Zemborzynie.
Na akcie z 1440 r. podpisał się Jan Tarło ze Szczekarzowic. „incisor Regni” (Kod. dypl. pol., III, 418).
W 1480 r. przychodzi na świat w Szczekarzowicach Stanisław Tarło, późniejszy biskup przemyski.

W 1508 r. Barbara Tarłowa płaci ze Szczekarzowic i Okołu 1 grzywnę, 36 groszy, Stanisław Tarło z części Szczekarzowic i Okołu, Bodzechowa i Gozdzielina 2 grzywny 39 groszy.

W 1550 r. Jędrzej Tarło założył na obszarze wyżyny lesistej, o 4 w. na płd. od Szczekarzowic, miasteczko, które nazwał Tarłów. Założył on tu zbór kalwiński, który jednakże krótko istniał, gdyż jeszcze w XVI w. Małgorzata Tarłowa funduje tu parafię katolicką i uposaża kościół.

W 1578 r. Szczekarzowice należą do tejże Małgorzaty, która płaci tu od 30 osadników, 6 łanów, 6 zagród z rolą, 4 komorników biednych, 1 rzemieślnika (Pawiński, Małop., 196).
Szczekarzowice należą wówczas do parafii Waśniów. Widocznie kościół w Zemborzynie uległ zniszczeniu, a w Tarłowie jeszcze nie było parafii.

W 1592 r. pisze się ze Szczekarzowic Jan Amor Tarło, starosta pilzneński (Lustr., IV, 427).
Król Jan III Sobieski po odsieczy wiedeńskiej osiedlił w Czekarzewicach grupę Tatarów.
Wiek XIX
W wieku XIX Czekarzewice występują jako: wieś i folwark w powiecie iłżeckim, gminie Ciszyca górna, parafii Tarłów.

Posiadają gorzelnię i młyn na rzece Kamiennej.

Wieś liczyła wówczas 134 domów, 908 mieszkańców.
Dobra Czekarzewice składają się z folwarku Czekarzewice i Przymiarki oraz wsi Czekarzewice.

Od Radomia oddalone wiorst 56, od Iłży wiorst 35, od Ożarowa wiorst 18, od Tarłowa wiorst 4, od Wisły wiorst 5.

Rozległość gruntów wynosi mórg 3076. W tym: folwark Czekarzewicze grunta orne i ogrody nórg 1037, łąk mórg 93, pastwisk mórg 90, wody mórg 42, lasu mórg 1047, zarośli nórg 25, nieużytki i place mórg 469.

W osadach karczemnych mórg 15, razem mórg 2,818. Budynków murowanych było 4, drewnianych 16.

Folwark Przymiarki grunta orne i ogrody mórg 255, nieużytki i place mórg 3, razem mórg 258. Było w nim budynków drewnianych 3, płodozmian 9-polowy. Wieś Czekarzewice osad 137, gruntu mórg 2746.

Od dóbr tych odłączony został folwark Aleksandrów, rozległy na mórg 404, i folwark Cegielnia alias Leśnictwo, mórg. 450.